# Fabio Zaffagnini
Fabio Zaffagnini (Faenza, 25 febbraio 1976) è un imprenditore italiano, fondatore dei progetti Rockin'1000 e Trail Me Up.

## Biografia
Inizia la sua carriera professionale in qualità di geo-archeologo lavorando presso gli scavi archeologici di Ra's al Hadd nel Sultanato dell'Oman. Successivamente svolge attività di ricerca nel campo della geologia marina presso il Consiglio Nazionale delle Ricerche, sede di Bologna, concentrando i propri interessi in ambito geochimico e geofisico e partecipando a numerose campagne oceanografiche in territorio italiano ed in acque internazionali.
Nel 2011 fonda il progetto Trail Me Up, un servizio online che permette di visitare virtualmente percorsi raggiungibili solamente a piedi, attraverso una successione di fotografie a 360° raccolte attraverso un sistema di acquisizione brevettato, montato all'interno di uno zaino.
Dal 2013 è keynote speaker su tematiche quali creatività, viralità e imprenditorialità, sostenendo l'importanza delle connessioni umane e delle esperienze nel mondo reale in una società in cui la digitalizzazione diventa sempre più pervasiva.
Nel 2014 nasce Rockin'1000, un'iniziativa mirata ad invitare la band statunitense Foo Fighters a tenere un concerto nella città di Cesena. Per ottenere tale scopo, il 26 luglio 2015, 1000 musicisti suonano tutti insieme e contemporaneamente il brano Learn to Fly. Il video di questa performance diventa virale su YouTube, con oltre 62 milioni di visualizzazioni. A seguito del successo ottenuto, il team di Rockin'1000 decide di proseguire nel suo percorso trasformandosi in un gruppo musicale che accoglie musicisti da tutto il mondo e organizza concerti in cui mille e più persone suonano contemporaneamente. I concerti realizzati si sono svolti presso gli stadi Dino Manuzzi di Cesena (2016), Artemio Franchi di Firenze (2018), Stade de France a Saint Denis, Commerzbank-Arena di Francoforte e presso l'Aeroporto di Milano-Linate (2019), Allianz Parque a San Paolo (2022), Stadio Cívitas Metropolitano a Madrid e Stadio dei Marmi a Roma (2023).
Nel 2015 Zaffagnini entra a far parte degli Experts della Commissione Europea, per le proprie capacità nell'ambito del Business Management e nel 2016 riceve il Tribeca Disruptive Innovation Award presso il Tribeca Film Festival di New York.
A seguito dell'alluvione in Emilia Romagna, che ha visto l'esondazione di 23 corsi d'acqua e coinvolto 44 comuni emiliano-romagnoli, nel maggio 2023 dà vita al sito Volontari SOS, per il reclutamento e la gestione di volontari saltuari impegnati in attività di rimozione fango e detriti. Il sistema, gestito dalle amministrazioni pubbliche dei comuni di Cesena, Forlì, Faenza e Unione dei Comuni della Bassa Romagna, ha coordinato un numero di oltre 20 mila volontari impegnati in circa 1200 turni di lavoro nell'arco di un mese.